# America Olivo
América Athene Olivo (Van Nuys, 5 de enero de 1978), también conocida como America Campbell, es una actriz, cantante y modelo reconocida como miembro de la banda Soluna, por sus papeles en las películas Bitch Slap (2009), Viernes 13 (2009) y Maniac (2012), además de protagonizar el musical de Broadway Spider-Man: Turn Off the Dark.

## Carrera
Poco después de graduarse con su licenciatura en la Escuela Juilliard en la ciudad de Nueva York, Olivo regresó a su nativa Los Ángeles, donde formó la banda de Pop Latino Soluna con Aurora Rodríguez, T. Lopez y Jessica Castellanos. Basándose en su etapa y éxitos de grabación, United Paramount Network llegó a un acuerdo con Soluna para desarrollar una comedia basada en sus vidas como banda. En abril de 2004, filmaron el piloto Soluna que se emitió en UPN, sin embargo, la serie no pudo avanzar del episodio piloto. Soluna se disolvió a fines de 2004 y Olivo se concentró en su carrera como actriz y solista.
En 2008, la actriz apareció desnuda pintada de pies a cabeza de plata en la portada del álbum Saints of Los Angeles de Mötley Crüe. Apareció en la portada de la edición de junio de 2009 de la revista Playboy. En el interior, aparece en siete fotos completamente desnuda, filmadas por el fotógrafo de moda Terry Richardson. Sus créditos en cine incluyen participaciones en películas como The Thirst: Blood War (2008), Viernes 13 (2009), Transformers: la venganza de los caídos (2009), Bitch Slap (2009) Conception (2011) y Misión: Imposible - Nación Secreta (2015).

## Filmografía

### Cine
| Año  | Título                                  | Rol               | Notas            |
| ---- | --------------------------------------- | ----------------- | ---------------- |
| 2004 | The Soluna Project                      | Alex              | Película para TV |
| 2008 | Iron Man                                | Chica de Dubai    | Escena eliminada |
| 2008 | The Thirst: Blood War                   | Amelia            |                  |
| 2009 | Represent                               | Chloe             | Película corta   |
| 2009 | Viernes 13                              | Amanda            |                  |
| 2009 | Transformers: la venganza de los caídos | Chica del fribsee |                  |
| 2009 | Neighbor                                | Chica             |                  |
| 2009 | The Last Resort                         | Sophia            |                  |
| 2009 | Bitch Slap                              | Cameo             |                  |
| 2010 | Peas in a Pod                           | Debra             | Película para TV |
| 2010 | Circle                                  | Britt             |                  |
| 2010 | Love Shack                              | Fifi LeBeaux      |                  |
| 2011 | Conception                              | Gina              |                  |
| 2012 | Maniac                                  | Angela Zito       |                  |
| 2012 | No One Lives                            | Tamara            |                  |
| 2015 | Good Business                           | Lucy              | Película corta   |
| 2015 | Misión imposible: Nación secreta        | Turandot          |                  |

### Televisión
| Año       | Título                                | Rol                    | Notas                                                |
| --------- | ------------------------------------- | ---------------------- | ---------------------------------------------------- |
| 2002      | Soul Train                            | Ella misma             | Invitada musical                                     |
| 2002      | The Late Late Show with Craig Kilborn | Ella misma             | Invitada musical                                     |
| 2002      | Livin' Large                          | Ella misma             | Invitada musical                                     |
| 2003      | HotPop                                | Ella misma             | Invitada musical                                     |
| 2004      | The Soluna Project                    | Alex                   | Film para TV                                         |
| 2005      | Cuts                                  | Mujer                  | Episodio: "Blinging in the New Year"                 |
| 2006      | Jake in Progress                      | Mujer                  | Episodio: "The Annie-dote"                           |
| 2006      | How I Met Your Mother                 | Mujer hermosa          | Episodio: "Milk"                                     |
| 2005–2006 | House                                 | Ingrid                 | Episodios: "Detox", "Who's Your Daddy?"              |
| 2008      | General Hospital                      | Marianna               | 4 episodios                                          |
| 2010      | Peas in a Pod                         | Debra                  | Film para TV                                         |
| 2011      | Law & Order: Criminal Intent          | Nikki Vansen           | Episodio: "The Last Street in Manhattan"             |
| 2011      | NCIS: Los Angeles                     | Eva Espinoza           | Episodio: "Sacrifice"                                |
| 2013      | Warehouse 13                          | Rebecca Carson         | Episodio: "The Big Snag"                             |
| 2014–2018 | Chicago P.D.                          | Laura Dawson           | 6 episodios                                          |
| 2013–2014 | Degrassi: The Next Generation         | Consuela Rivas         | Recurrente, 7 episodios                              |
| 2014      | Defiance                              | Alethea                | 3 episodios                                          |
| 2016      | Blue Bloods                           | Oficial Jill Carpenter | Episodio: "Cursed"                                   |
| 2016      | The Strain                            | Capitana Kate Rogers   | Episodios: "Bad White", "The Battle of Central Park" |
| 2016      | Mars Project                          | Capitana Gautier       | Film para TV                                         |
| 2016–2017 | Degrassi: Next Class                  | Consuela Rivas         | 4 episodios                                          |
| 2017      | Chicago Fire                          | Laura Dawson           | Episodio: "An Agent of the Machine"                  |
| 2017      | Major Crimes                          | Lisbeth Ortiz          | Episodios: "Shockwave, Part 1", "Shockwave, Part 2"  |
| 2018      | Law & Order: Special Victims Unit     | Claudia Bell           | Episodio: "Accredo"                                  |
| 2018      | Blindspot                             | Ameni                  | Episodio: "Two Legendary Chums"                      |
| 2020      | NCIS: New Orleans                     | Emily Landau           | Episodio: "Predators"                                |
| 2023      | The last thing he told me             | Andrea Ryas            | 2 episodios                                          |
| 2023      | Special Ops: Lioness                  | Dra. Elsa Ramirez      | Episodio: "The Beating"                              |